# NGC 1998
NGC 1998 је лентикуларна галаксија у сазвежђу Сликар која се налази на NGC листи објеката дубоког неба.
Деклинација објекта је - 48° 41' 43" а ректасцензија 5h 33m 15,7s. Привидна величина (магнитуда) објекта NGC 1998 износи 14,3 а фотографска магнитуда 15,2. NGC 1998 је још познат и под ознакама ESO 204-15, PGC 17434.